# Васильев, Виктор Сергеевич (биатлонист)
Ви́ктор Серге́евич Васи́льев (30 мая 1987, Ижевск) — российский биатлонист, тренер и судья. Мастер спорта международного класса. Заслуженный тренер России. Член сборной России. Обладатель Кубка IBU в общем и спринтерском зачетах в сезоне 2010/2011.

## Биография
Биатлоном начал заниматься в 1997 году. В школе, в которой Виктор учился, проходил набор в секции, а у него на физкультуре неплохо получалось кататься на лыжах — и школьный преподаватель физкультуры порекомендовал его. Так Виктор оказался в РСДЮСШОР «Ижпланета», где под руководством своего первого тренера Ларисы Павловны Путятиной начал постигать биатлонные азы.
Начиная с 2005 года постоянно участвовал в международных соревнованиях среди юниоров, в которых добился определённых успехов. Первый успех пришёл к Васильеву на Чемпионате Мира среди юниоров в Контиолахти, где он выиграл золото в своей любимой биатлонной дисциплине — индивидуальной гонке. Всего на юниорском уровне Виктор завоевал 10 медалей:
- 6 золотых (из них 4 — в эстафете),
- 2 серебряных (1 — в эстафете),
- 2 бронзовых.

Весной 2008 года переехал из Ижевска в Саранск вслед за своим тренером Л. Путятиной и начал выступать за Мордовию В сезоне 2008/2009 начал выступать на взрослом уровне. На Чемпионате Европы в Уфе выиграл бронзу в эстафете и золото в индивидуальной гонке. Успехи Виктора не остались незамеченными тренером сборной России В. А. Аликиным, который вызвал молодого биатлониста на этап Кубка мира в Ханты-Мансийске. В дебютной гонке (спринте) Виктор занял 60-место, а в гонке преследования стал 47-м.
Был включен в олимпийскую сборную 2010, но в Ванкувере не был заявлен ни на одну личную гонку. Выиграл контрольную гонку перед олимпийской эстафетой, но вопреки этому, тренерский штаб включил в состав Максима Чудова, который проиграл Васильеву контрольную гонку, а в спринте был лишь 63-м.
В свободное от соревнований и сборов время любил вместе с друзьями играть в футбол по голландской системе. Является болельщиком ФК «Спартак» (Москва), за который начал болеть ещё в 1995 году в возрасте 8 лет.
30 апреля 2010 года Виктор Васильев связал себя узами брака со своей девушкой Дарьей. А 22 июня 2010 года у Виктора и Дарьи родилась дочь, новорождённую назвали Викторией.
По окончании сезона 2014/2015 Виктор объявил о том, что завершает спортивную карьеру, после чего стал работать тренером и судьёй на внутрироссийских соревнованиях.

## Спортивная карьера

### Юниорские и молодёжные достижения
| Год  | Место проведения | Возраст | Инд | Спр | Пр  | Эст |
| ---- | ---------------- | ------- | --- | --- | --- | --- |
| 2005 | ЧМ Контиолахти   | U19     | 1   | 38  | 27  | —   |
| 2006 | ЧЕ Лангдорф      | U21     | 3   | —   | —   | 1   |
| 2007 | ЧМ Валь-Мартелло | U21     | 11  | 31  | 10  | 7   |
| 2007 | ЧЕ Банско        | U21     | 2   | 9   | 19  | 1   |
| 2008 | ЧМ Рупольдинг    | U21     | 6   | 4   | 3   | 1   |
| 2008 | ЧЕ Нове-Место    | U21     | 15  | 4   | DNS | 1   |
| 2009 | ЧЕ Уфа           | U26     | 1   | 18  | 8   | 3   |
| 2010 | ЧЕ Отепя         | U26     | 5   | 20  | 26  | 2   |
| 2011 | ЧЕ Валь-Риданна  | U26     | 13  | 28  | 17  | 2   |
| 2012 | ЧЕ Осрблье       | U26     | 40  | 21  | 10  | 3   |

### Выступления на Олимпийских играх
Был включен в Олимпийскую сборную по биатлону, но в Ванкувере на старт не выходил..

### Выступления в Кубке мира
Сезон 2008—2009
- 26 марта 2009 года — дебютировал на этапе Кубка мира в Ханты-Мансийске в спринтерской гонке и занял 60 — ое место.

Сезон 2009—2010
- 5 декабря 2009 года — в Эстерсунде заработал первые очки в общий зачёт Кубка мира, показав 25-е время в спринте.
- 6 декабря 2009 года — впервые попал в «цветочную церемонию», заняв 4-е место в составе эстафеты на этапе Кубка мира в Эстерсунде.

## Кубок мира
- 2009—2010 — 40-е место (193 очка)

### Статистика выступлений в Кубке мира

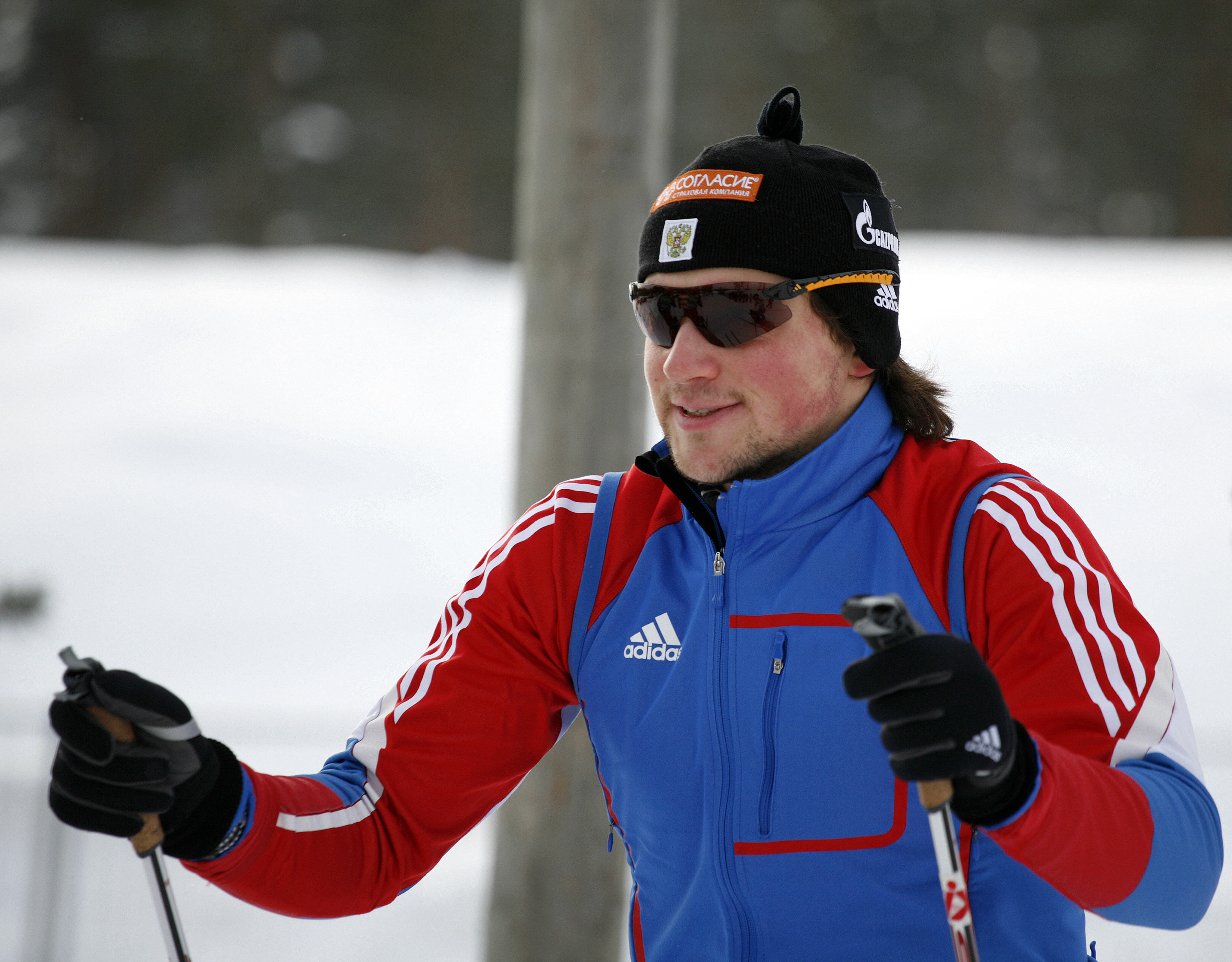
Виктор Васильев на тренировке. Контиолахти.

| Результат                  | Личные гонки | Личные гонки | Личные гонки | Личные гонки | Личные гонки | Эстафеты | Эстафеты | Эстафеты |
| Результат                  | Инд          | Спр          | Пр           | МС           | Всего        | Эст      | См       | Всего    |
| -------------------------- | ------------ | ------------ | ------------ | ------------ | ------------ | -------- | -------- | -------- |
| 1 место                    | -            | -            | -            | -            | -            | -        | -        | -        |
| 2 место                    | -            | -            | -            | -            | -            | -        | -        | -        |
| 3 место                    | -            | -            | -            | -            | -            | -        | -        | -        |
| Финиш в 10-ке              | -            | -            | -            | -            | -            | 1        | -        | 1        |
| Финиш в очках              | 1            | 5            | 3            | 2            | 11           | 1        | -        | 1        |
| Вне очков                  | 2            | 4            | 2            | -            | 8            | -        | -        | -        |
| Старты                     | 3            | 9            | 5            | 2            | 19           | 1        | -        | 1        |
| по состоянию на 27.03.2010 |              |              |              |              |              |          |          |          |

### Итоговое положение в зачёте индивидуальных дисциплин
| Сезон     | Инд | Спр | Пр | Мс |
| 2009-2010 | 44  | 39  | 47 | 33 |

### Статистика стрельбы
| Сезон          | 2008—2009 | 2009—2010 |
| -------------- | --------- | --------- |
| Положение лежа | 90,07 %   | 81.94 %   |
| Положение стоя | 81.43 %   | 79.36 %   |
| Общая точность | 85.77 %   | 80.65 %   |

## Результаты
| 2011/12 Итоги | 2011/12 Итоги | Эстерсунд | Эстерсунд | Эстерсунд | Хохфильцен | Хохфильцен | Хохфильцен | Хохфильцен | Хохфильцен | Хохфильцен | Оберхоф | Оберхоф | Оберхоф | Нове-Место | Нове-Место | Нове-Место | Антхольц | Антхольц | Антхольц | Холменколлен | Холменколлен | Холменколлен | Контиолахти | Контиолахти | Контиолахти | ЧМ Рупольдинг | ЧМ Рупольдинг | ЧМ Рупольдинг | ЧМ Рупольдинг | ЧМ Рупольдинг | ЧМ Рупольдинг | Ханты-Мансийск | Ханты-Мансийск | Ханты-Мансийск |
| Очков         | Место         | Инд       | Спр       | Пр        | Спр        | Пр         | Эст        | Спр        | Пр         | См         | Эст     | Спр     | МС      | Инд        | Спр        | Пр         | Спр      | МС       | Эст      | Спр          | Пр           | МС           | Спр         | Пр          | См          | См            | Спр           | Пр            | Инд           | Эст           | МС            | Спр            | Пр             | МС             |
| 0             | —             | 52        | —         | —         | —          | —          | —          | —          | —          | —          | —       | —       | —       | —          | —          | —          | —        | —        | —        | —            | —            | —            | —           | —           | —           | —             | —             | —             | —             | —             | —             | —              | —              | —              |

| 2009/10 Итоги | 2009/10 Итоги | Эстерсунд | Эстерсунд | Эстерсунд | Хохфильцен | Хохфильцен | Хохфильцен | Поклюка | Поклюка | Поклюка | Оберхоф | Оберхоф | Оберхоф | Рупольдинг | Рупольдинг | Рупольдинг | Антхольц | Антхольц | Антхольц | ОИ Ванкувер | ОИ Ванкувер | ОИ Ванкувер | ОИ Ванкувер | ОИ Ванкувер | Контиолахти | Контиолахти | Контиолахти | Холменколлен | Холменколлен | Холменколлен | Ханты-Мансийск | Ханты-Мансийск | Ханты-Мансийск |
| Очков         | Место         | Инд       | Спр       | Эст       | Спр        | Пр         | Эст        | Инд     | Спр     | Пр      | Эст     | Спр     | МС      | Спр        | МС         | Эст        | Инд      | Спр      | Пр       | Спр         | Пр          | Инд         | МС          | Эст         | См          | Спр         | Пр          | Спр          | Пр           | МС           | Спр            | МС             | См             |
| 193           | 40            | 72        | 25        | 4         | 18         | 31         | —          | 13      | 23      | 52      | —       | 48      | 20      | —          | 24         | —          | 41       | 77       | —        | —           | —           | —           | —           | —           | —           | 41          | 26          | 39           | 26           | —            | 13             | —              | —              |

| 2008/09 Итоги | 2008/09 Итоги | Эстерсунд | Эстерсунд | Эстерсунд | Хохфильцен | Хохфильцен | Хохфильцен | Хохфильцен | Хохфильцен | Хохфильцен | Оберхоф | Оберхоф | Оберхоф | Рупольдинг | Рупольдинг | Рупольдинг | Антхольц | Антхольц | Антхольц | ЧМ Пхёнчхан | ЧМ Пхёнчхан | ЧМ Пхёнчхан | ЧМ Пхёнчхан | ЧМ Пхёнчхан | ЧМ Пхёнчхан | Уистлер | Уистлер | Уистлер | Тронхейм | Тронхейм | Тронхейм | Ханты-Мансийск | Ханты-Мансийск | Ханты-Мансийск |
| Очков         | Место         | Инд       | Спр       | Пр        | Спр        | Пр         | Эст        | Спр        | Инд        | Эст        | Эст     | Спр     | МС      | Эст        | Спр        | Пр         | Спр      | Пр       | МС       | Спр         | Пр          | Инд         | См          | МС          | Эст         | Инд     | Спр     | Эст     | Спр      | Пр       | МС       | Спр            | Пр             | МС             |
| 0             | —             | —         | —         | —         | —          | —          | —          | —          | —          | —          | —       | —       | —       | —          | —          | —          | —        | —        | —        | —           | —           | —           | —           | —           | —           | —       | —       | —       | —        | —        | —        | 60             | 47             | —              |

## Тренеры
- Первый тренер — Путятина Л. П.
- Личный тренер — Ткаченко М. В.
- Тренеры в сборной — Ткаченко М. В. — тренер (стрелковая подготовка) 
 Колокольников Е. В. — тренер (функциональная подготовка)
 Медведцев В. А. — тренер (функциональная и техническая подготовка)
 Преображенцев Ю. А. — тренер (научно-методическая подготовка)

## Экипировка
- Винтовка — Би 7-4.
- Лыжи — Madshus.

## Примечание
1. ↑  Минспорттуризм России Приказ № 11-нг от 9 февраля 2010г Архивная копия от 4 марта 2010 на Wayback Machine
2. ↑  Приказ "О присвоении почетного спортивного звания «Заслуженный тренер России»" от 19.12.2022 г. № 184-нг. Дата обращения: 7 апреля 2024. Архивировано 9 апреля 2023 года.
3. ↑  Виктор Васильев — обладатель Кубка IBU по биатлону в общем и спринтерском зачетах! Дата обращения: 12 марта 2011. Архивировано 4 марта 2016 года.
4. ↑  «Мордовию боятся!» (недоступная ссылка)
5. ↑  Виктор ВАСИЛЬЕВ: «Кумиры — это не для меня» (недоступная ссылка)
6. ↑  Поздравляем Виктора Васильева с днем свадьбы! Архивная копия от 3 мая 2010 на Wayback Machine
7. ↑  Виктор Васильев стал отцом! Архивная копия от 27 июня 2010 на Wayback Machine
8. ↑  Биатлонисты Васильев, Мусалимов и Кононов завершили спортивную карьеру. Дата обращения: 7 апреля 2024. Архивировано 7 апреля 2024 года.
9. ↑  В Удмуртии завершается подготовка биатлонного комплекса к проведению «Ижевской винтовки». Дата обращения: 7 апреля 2024. Архивировано 7 апреля 2024 года.
10. ↑  Виктор Васильев на официальном сайте XXI зимних Олимпийских игр 2010